# Catedral de la Transfiguración de Nuestro Señor (Palo)
La Catedral de la Transfiguración de Nuestro Señor o simplemente Catedral de Palo (en tagalo: Katedral ng Palo) es una iglesia católica ubicada en Palo, Leyte en Filipinas perteneciente a la Vicaría de Palo bajo la arquidiócesis de Palo.

## Historia

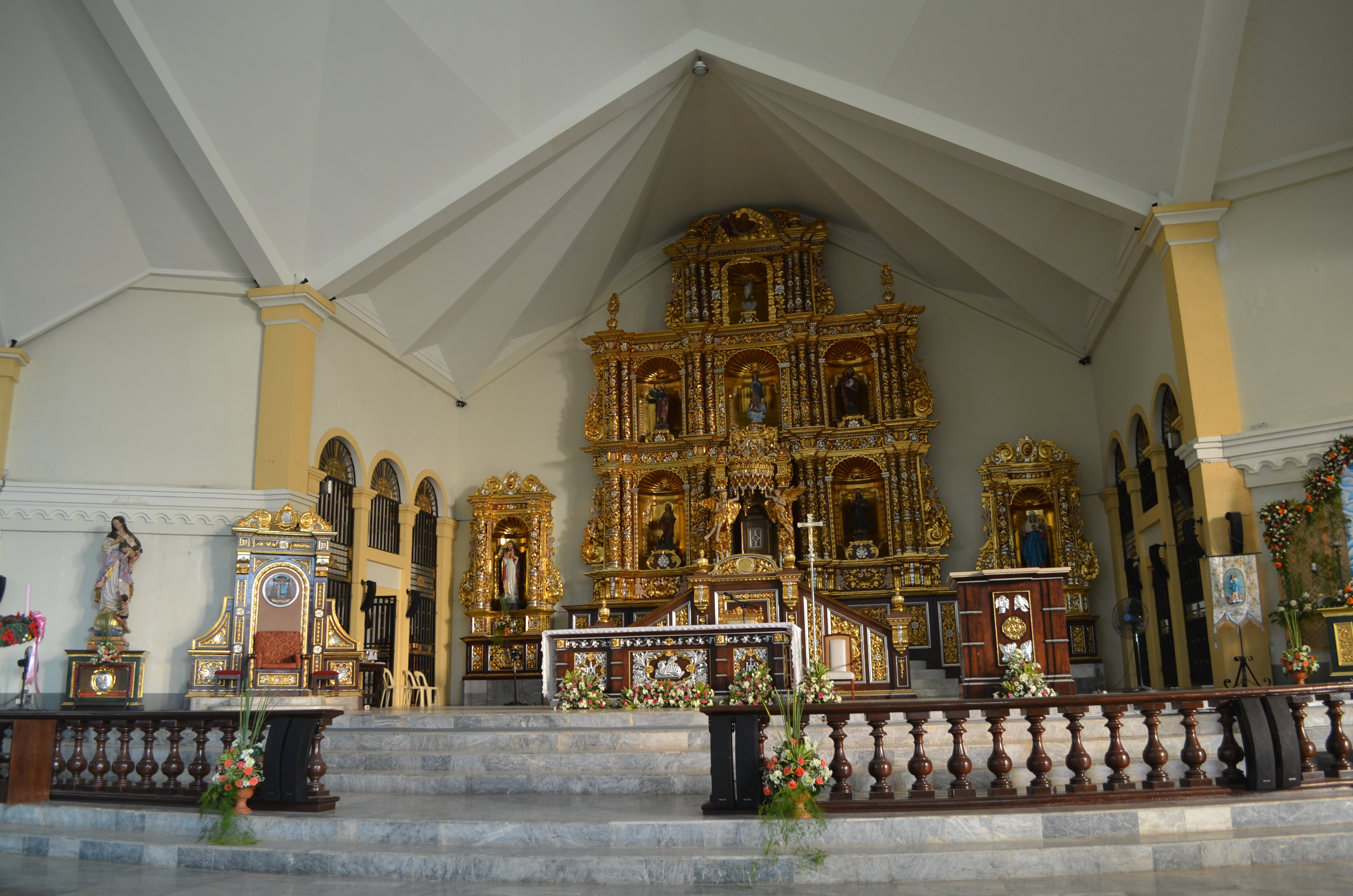
Vista interna

En 1596, los jesuitas establecieron la iglesia y se convirtió en su residencia por algún tiempo. Más tarde fue administrada por los agustinos en 1768 y luego por los franciscanos en 1843. La iglesia fue reparada en 1850 con la supervisión de Agustín de Consuegra, quien también supervisó la construcción de las dos torres de la iglesia. 
Aparece descrita en el Estado geográfico, topográfico, estadístico, histórico-religioso, de la santa y apostólica provincia de S. Gregorio Magno (1865) de Félix de Huerta con las siguientes palabras:

La Igleisa, con la advocacion de la Transfiguracion de Nuestro Señor Jesucristo, es de sólida fábrica, construida por los PP. Jesuitas, es de sólida fábrica, construida por los PP. Jesuitas, y techada nuevamente el año de 1850 por el R. P. Frl Agustin de Consuegra. Dicha Iglesia tiene 180 piés de largo por 60 de ancho, y en los ángulos de la portada principal se elevan dos gruesos pilares que sirven de torres. La casa parroquial es una parte del gran convento rectoral de los PP. Jesuitas, de muy sólida fábrica, techado tambien nuevamente por el ya citado P. Fr. Agustin de Consuegra, quien al mismo tiempo retocó los cinco retablos de la Iglesia, reparó el coro, construyó un nuevo bautisterio de piedra y cercó el coro, construyó un nuevo bautisterio de piedra y cercó de lo mismo el gran pátio que dá frente á la Iglesia, construyendo en su derredor vistosos nichos con el Via-crucis. Hay un tribunal ruinoso y una escuela de instruccion primaria, dotada por las cajas de Comunidad.
(Huerta, 1865, p. 342)

El 25 de marzo de 1938, la iglesia fue declarada catedral y Mons. Manuel Mascariñas se convirtió en su primer obispo. Durante la Segunda Guerra Mundial, las fuerzas militares estadounidenses utilizaron la iglesia como un hospital.
En noviembre de 2013, la catedral fue dañada por el tifón Haiyan. Después de la rehabilitación de la iglesia, el papa Francisco la visitó brevemente en enero de 2015.  En 2015, fue declarada como una de las iglesias de peregrinación de la archidiócesis por Mons John F. Du. 